# 미국 육군 정보국
육군정보국(United States Army Intelligence Agency (USAINTA))은 메릴랜드주 포트 조지 G. 미드에 있었던 미국 육군의 군사정보기관이었다.

## 역사

### 첩보사령부
미국 육군 첩보사령부(USAINTC)는 미국 본토에서 첩보 작전을 위해 1965년 7월 1일에 메릴랜드주 포트 훌라버드에서 설립되었다. 당시의 소속하고 있던 7개 군사정보단은 미국 본토의 300개 현장 및 사무소의 첩보망을 통제하였다.
1960년대에 민간 반전 조직, 잠재적 급진주의 집단을 모니터링하기 위해 설립하고, 그리고 때때로 급진주의 조직에 선동하기 위해 프락치로서 잠입하기도 하였다. 육군 국내 첩보 프로그램이 공표되었을 때 끝장났다. 1970년대 초에 미국 자유인권협회가 육군과 미국 육군 첩보사령부의 정치인과 언론인에 대해 비난한 것을 폭로하므로서 민간인 시찰 프로그램 뿐만 아니라 USAINTC 자체를 끝장내버렸다.
베트남 전쟁이 끝난 1974년에 집행된 대규모 조직 재편성에서 육군은 메릴랜드주 포트 조지 G. 미드에서 USAINTC 보다 작은 미국 육군 정보국(USAINTA)으로 대체하였다. 의도적으로 좁은 범위의 임무를 가진 눈에 띄지 않는 조직이 되었고, 단지 2개의 제902군사정보단과 제525군사정보단를 부여받았다.

### 육군 정보국
한편 ASA은 축소되어 갔다. 그 결과로서, 25% 이상의 기관 소속 부대가 해산하고, 유럽과 태평양 지역본부가 폐쇄되고, 오래된 현장기지가 운영을 중단하였다. 한편 지휘부는 ACSI 참모가 3명에서 1명으로 줄었다.
1985년, 미사일 및 우주정보원이 육군 정보국으로 전속하였다
1977년 1월 1일, 새로 설립된 첩보보안사령부에 산하기관으로 전속하였다.
첩보위기분석원이 첩보보안사령부에서 정보국으로 전속하였다.
1991년, 육군정보국 산하 미사일우주정보원은 국방정보국으로 전속하였다.
1992년, 육군정보국이 해체되고, 임무와 기능은 정보보안사령부로 병합되었다.

## 사진첩

휘장
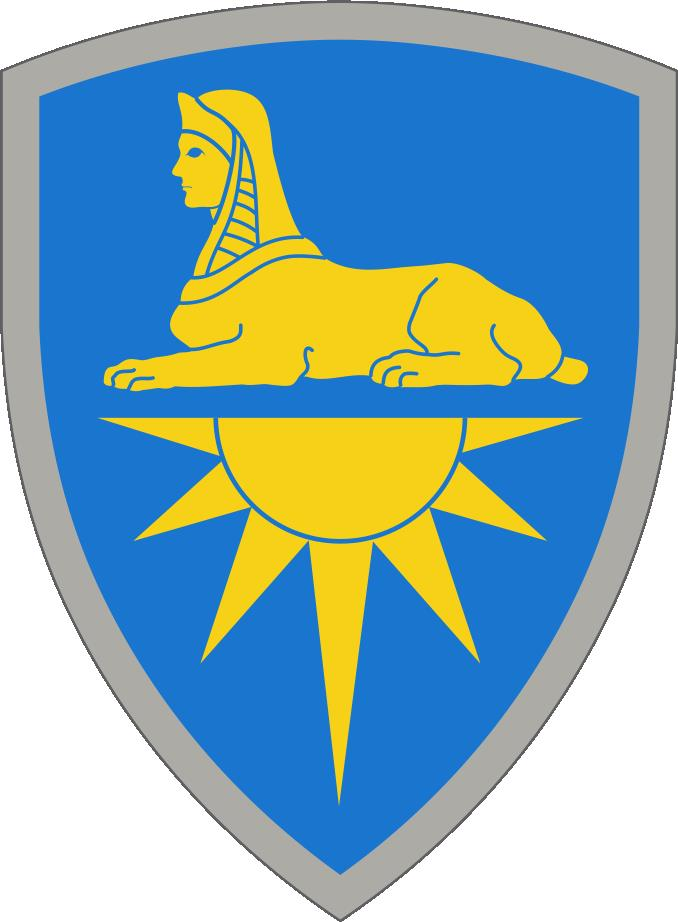
미국 육군 정보사령부의 어깨소매휘장 (SSI)
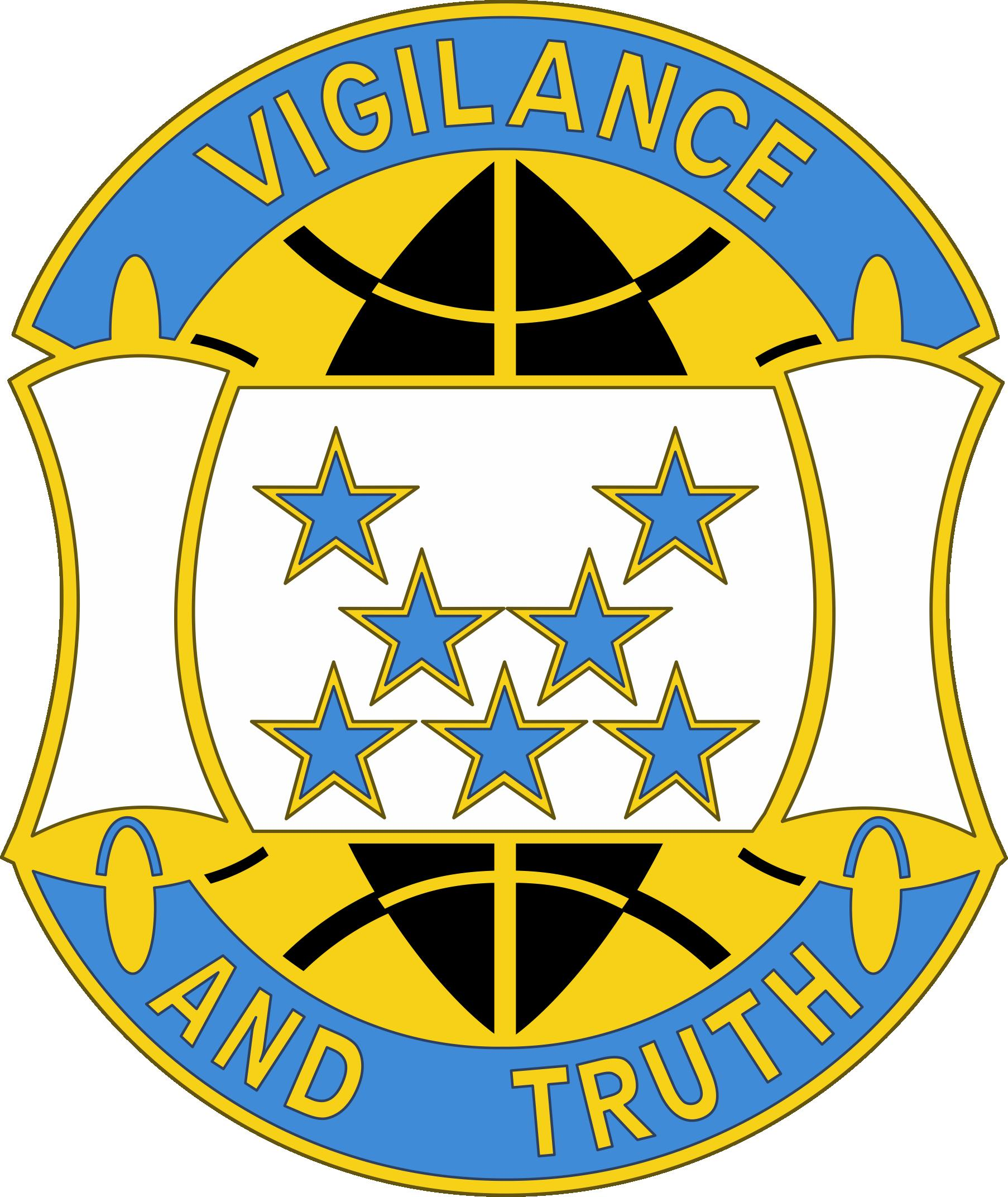
미국 육군 정보사령부의 고유부대휘장 (DUI)
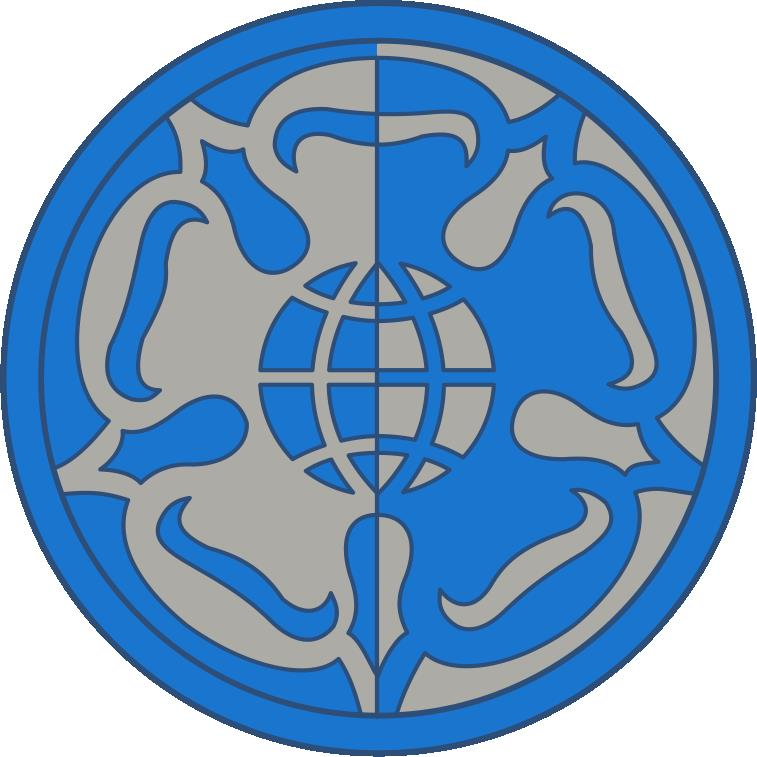
정보국의 어깨소매휘장 (SSI)
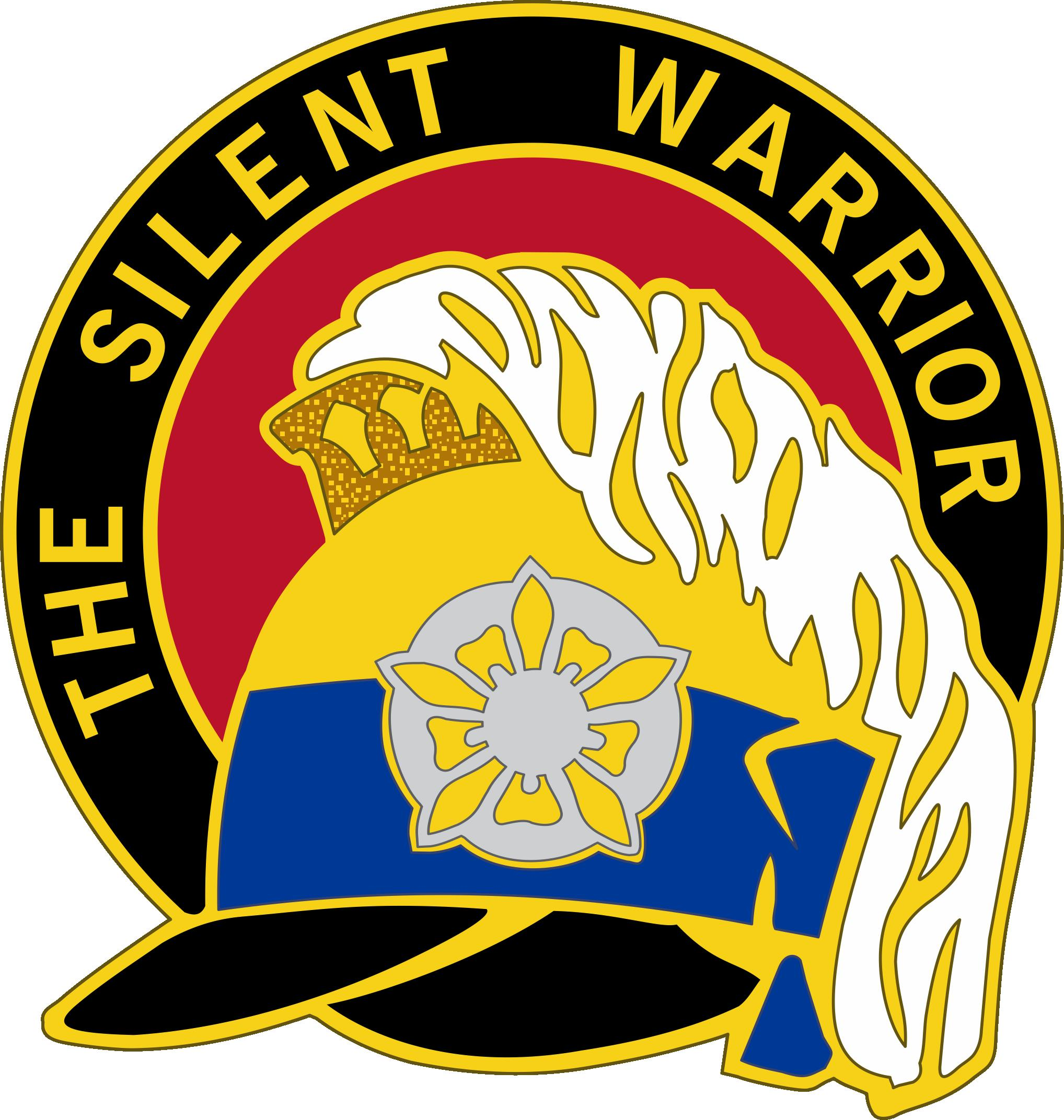
정보국의 고유부대휘장 (DUI)

## 조직

### 기관
- 미사일 및 우주정보원(Missile and Space Intelligence Center (MSIC)); 1991년, 국방정보국으로 전속.
- 첩보위기분석원(Intelligence and Threat Analysis Center); ? ~ 1992년

### 단
- 제525군사정보단
- 제650군사정보단[4]
- 제902군사정보단 (방첩)

### 분견대
- 제414육군보안국분견대 - 메릴랜드주 포트 조지 G. 미드

## 기록

### 소속
1. 미국 육군부; 1965년 7월 1일
2. 첩보보안사령부; 1977년 1월 1일

### 계보
- 1965년 7월 1일, United States Army Intelligence Command (USAINTC)→미국 육군 첩보사령부
- 1974년, United States Army Intelligence Agency (USAINTA)→육군정보국

## 같이 보기
- 미국 육군 보안국(ASA)
- 정보보안사령부(INSCOM)

## 참고

### 인용
1. ↑  Bigelow 2011, 43쪽
2. ↑  “MSIC”. 2024년 10월 29일에 확인함.
3. ↑  Bigelow 2011, 45쪽
4. ↑  “Chapter 9: 650th Military Intelligence Group”. FM 34-37: Strategic, Departmental, and Operational IEW Operations Preliminary Draft (영어). Federation of American Scientists. 2023년 7월 7일에 확인함.

### 자료
- Bigelow, Michael E. (2011). 《A Short History of Army Intelligence》 (PDF) (영어).
- “U.S. Army Intelligence Command and the Home Front”. 《globalsecurity.org》 (영어). 2023년 7월 6일에 확인함.
- “Annual Historical Review, U.S. Army Intelligence and Security Command (INSCOM), FY 1992” (PDF) (영어). Fort Meade, MD: INSCOM. 2015년 11월 9일. 2023년 7월 7일에 확인함.
- “INSCOM History” (영어). 2023년 7월 7일에 확인함.